# Cypress Hill III: Temples of Boom
Cypress Hill III: Temples of Boom es el tercer álbum de estudio del grupo estadounidense de hip hop Cypress Hill, publicado el 31 de octubre de 1995 por Ruffhouse y Columbia Records. El álbum fue certificado Platino por la RIAA.

## Lanzamiento
Con este álbum, el grupo se volvió hacia un sonido más tranquilo, lento, espeluznante. El ambiente oscuro de este álbum refleja la lucha dentro del grupo durante esta era, cuando el miembro Sen Dog dejó temporalmente la banda para dedicarse a otros proyectos.
Los miembros de Wu-Tang Clan RZA y U-God hacen apariciones en "Killa Hill Niggas". También fue notable el tema "No Rest for the Wicked", que encendió la enemistad entre Cypress Hill y el rapero Ice Cube, quienes aseguraron que robaron el ritmo del tema de la banda "Throw Your Set in the Air". En muchos shows de la gira "Temples Of Boom", el grupo tomaría tiempo entre canciones para hablar sobre esta enemistad y hacer que la multitud gritara obscenidades sobre Ice Cube.

## Lista de canciones
- Todas las pistas producidas por DJ Muggs, excepto la pista 5 producida por RZA.

| N.º | Título                      | Duración |  |
| 1.  | «Spark Another Owl»         | 3:40     |  |
| 2.  | «Throw Your Set in the Air» | 4:08     |  |
| 3.  | «Stoned Raiders»            | 2:54     |  |
| 4.  | «Illusions»                 | 4:28     |  |
| 5.  | «Killa Hill Niggas»         | 4:03     |  |
| 6.  | «Boom Biddy Bye Bye»        | 4:04     |  |
| 7.  | «No Rest for the Wicked»    | 5:01     |  |
| 8.  | «Make a Move»               | 4:33     |  |
| 9.  | «Killafornia»               | 2:56     |  |
| 10. | «Funk Freakers»             | 3:16     |  |
| 11. | «Locotes»                   | 3:39     |  |
| 12. | «Red Light Visions»         | 1:46     |  |
| 13. | «Strictly Hip Hop»          | 4:33     |  |
| 14. | «Let It Rain»               | 3:45     |  |
| 15. | «Everybody Must Get Stoned» | 3:05     |  |
| 16. | «Smuggler's Blues»          | 4:23     |  |
| 17. | «Buddha Mix (On Disc 2)»    | 20:54    |  |

## Personal
- B-Real - Voz
- Sen Dog - Voz
- Shag - vocalista de apoyo
- Eric "Bobo" Correa - Conga
- Red Dog - Organ, Bajo guitarra
- DJ Muggs - Arreglista, Productor, Mezcla
- Jason Roberts - Ingeniero, Mezcla
- RZA - Productor, Ingeniero, Mezcla, Voz Invitada
- U-God - Voz invitada
- Ben Wallach - Ingeniero Asistente
- Lamont Hyde - Ingeniero Asistente
- Dante Ariola - Diseño
- Jamie Caliri - Foto de portada
- Codikow - Representación
- Ricky Harris - Interludio
- Manny Lecouna - Masterización
- Joe Nicolo - Mezclando
- Ross Donaldson - Mezcla
- Jay Papke - Diseño
- Ken Schles - Fotografía
- Chris McCann - Fotografía
- Happy Walters - Gestión